# Lytoceras
Lytoceras è un genere di molluschi cefalopodi estinto appartenente alle ammoniti, comunemente noti come litocerati.
Visse principalmente nel Giurassico inferiore (185-170 milioni di anni fa), ma resti di forme molto simili sono note fino al Cretaceo superiore (70 milioni di anni fa). I suoi resti sono molto diffusi e si rinvengono in tutto il mondo, anche a latitudini estreme (Groenlandia, Alaska). Molti fossili, tuttavia, sono stati ritrovati in Europa (Italia, Francia, Inghilterra).

## Descrizione
Questa ammonite era dotata di una conchiglia planispirale (avvolta cioè in una spirale piana) e molto evoluta, senza alcun ricoprimento dei giri (serpenticona); l'ombelico, quindi, era molto ampio e poco profondo, con pareti ombelicali arrotondate e margine poco netto. La sezione dell'ultimo giro era sub-circolare. L'ornamentazione era costituita da sottili strie d'accrescimento, talora da sottili coste (costellae) diritte, dall'andamento regolare. In alcune forme queste coste erano intervallate da costrizioni che attraversavano senza interrompersi  la regione ventrale. La linea di sutura era di tipo ammonitico, con lobi e selle molto frastagliati; con almeno due lobi laterali bifidi, di cui uno molto pronunciato.

## Habitat
Come molte altre ammoniti successive, il litocerato era una forma nectonica, capace cioè di nuoto attivo; ciò sarebbe provato dalla forma della conchiglia. È probabile che il litocerato fosse un predatore attivo, diffuso soprattutto nei depositi di mare profondo, nelle basse latitudini dell'antico oceano Tetide ma capace anche di colonizzare altri ambienti.

## Classificazione
Questa ammonite primitiva si sviluppò probabilmente da antenati come le ceratiti o Phylloceras, per poi diffondersi nei mari di tutto il mondo in breve tempo. Alcune forme di litocerato raggiunsero taglie notevoli, nell'ordine di qualche decina di centimetri. Tra le forme più note, da ricordare Lytoceras cornucopia e Lytoceras fimbriatum. Si presume che queste ammoniti fossero alla base di tutte le altre ammoniti del Giurassico e del Cretaceo, e che abbiano dato origine direttamente anche ad alcuni esemplari di ammoniti svolte (ad es. Macroscaphites).